# Eilema pseudosimplex
Eilema pseudosimplex là một loài bướm đêm thuộc phân họ Arctiinae, họ Erebidae.